# Académie des sciences de la RDA
L'Académie des sciences de la RDA, appelée jusqu'en 1972 Académie allemande des sciences de Berlin, est l'institution de recherche la plus importante de la République démocratique allemande. 

## Histoire
Elle est officiellement ouverte en 1946 et prolonge, au moins partiellement, la tradition de l'Académie royale des sciences de Prusse. L'Académie est à la fois une société savante, dont la qualité de membre, obtenue par cooptation, représente une reconnaissance officielle, mais aussi, à la différence de beaucoup d'autres académies des sciences, un organisme de recherche chapeautant toute une communauté d'instituts de recherche extra-universitaires.
Avec l'entrée en vigueur du traité de réunification le 3 octobre 1990, la société savante est séparée de l'organisme de recherche et des autres activités. Les activités de la société savante sont reprises depuis 1993 par la Société Leibniz des sciences de Berlin. Les projets de recherche et les fonds de l'Académie passent à l'Académie des sciences de Berlin-Brandebourg fondée en 1992 qui se présente également dans le prolongement de la tradition de l'Académie de Prusse. Les instituts de l'Académie de la RDA sont dissous le 31 décembre 1991 et en partie refondés dans le giron d'autres organisations telles que la Leibniz-Gemeinschaft, la Helmholtz-Gemeinschaft ou la Société Max-Planck.

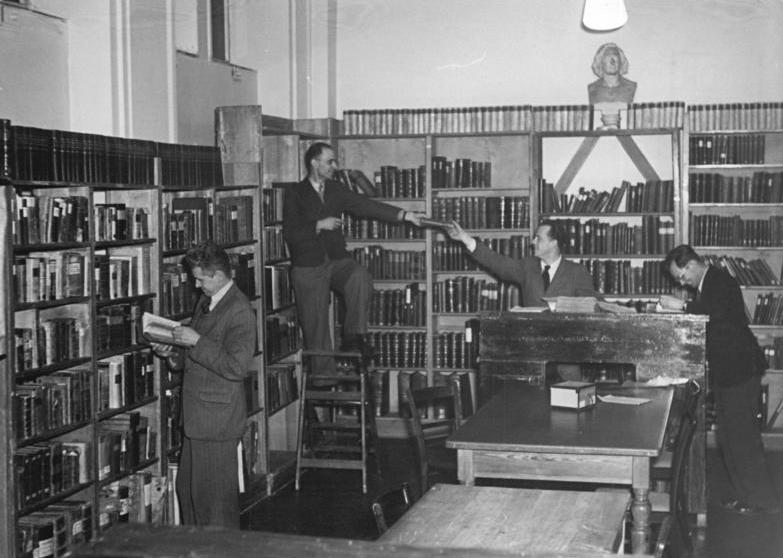
Bibliothèque de l’Académie, section Grimm Wörterbuch (1952).

## Annexe